# Chełm Mały
Chełm Mały (prononciation : [ xɛwm ˈmawɨ]) est une localité polonaise de la gmina de Chełm Śląski, située dans le powiat de Bieruń-Lędziny en voïvodie de Silésie.